# マティヤ・サルキッチ
マティヤ・サルキッチまたはマティヤ・シャルキッチ（モンテネグロ語: Матија Шаркић、1997年7月23日 - 2024年6月15日）はモンテネグロの元サッカー選手。ポジションはGK。双子の兄弟、オリヴァー・サルキッチもサッカー選手である。

## 経歴
RSCアンデルレヒトのユースチーム出身で、アストン・ヴィラFCに2015年9月1日に加入する。ベンチ入りする機会はあったものの、出場機会はなくフットボールリーグのクラブにレンタル移籍を転々とした。2019年6月26日にはリヴィングストンFCに期限付き移籍した。
2020年7月27日、ウルヴァーハンプトン・ワンダラーズFCと3年契約を結んだ。
2021年7月26日、バーミンガム・シティFCに期限付き移籍した。正ゴールキーパーのニール・エザリッジがCovid-19に感染したこともあり、開幕戦のシェフィールド・ユナイテッドFC戦に出場しクリーンシートを成し遂げた。
2023年8月3日、ミルウォールFCに移籍した。
2024年6月15日、モンテネグロ・ブドヴァにて体調が急変し、そのまま死去。享年26。

### 代表歴
年代別のモンテネグロ代表に召集され、2019年11月19日にはA代表デビューを果たした。キャリアでA代表9キャップを記録。死去の約1週間前である6月6日にも親善試合のベルギー戦に出場し、8本のシュートをセーブした。